# Мецкер-Ваш, Эржебет
Эржебет Иштванне Мецкер-Ваш (венг. Vass Istvánné Metzker Erzsébet, 20 марта 1915, Будафок, Австро-Венгрия — 8 августа 1980, Будапешт, Венгерская Народная Республика) — венгерский государственный и политический деятель, председатель Национального Собрания ВНР (1963—1967).

## Биография
Родилась в рабочей семье. В 1939 году вступила в Социал-демократическую партию, в 1945 году — Венгерскую коммунистическую партию.
В 1950 году была избрана генеральным секретарем Венгерской демократической федерации женщин, а в 1956—1957 годах являлась её президентом. В октябре 1950 года становится членом Президиума Национального совета мира, а с 1972 году — его вице-президентом. С 1957 по 1965 годы — представитель Венгрии в Международной демократической федерации женщин.
С 1953 года — депутат Национального Собрания ВНР:
- 1955—1963 годах — заместитель председателя,
- 1963—1967 годах — председатель,
- 1967—1970 годах — заместитель председателя Национального Собрания.

С 1971 года — член Президиума Венгерской Народной Республики.
С 1954 года член правления Национального совета Отечественного народного фронта, с 1956 по 1964 годы — национальный секретарь организации.